# Epicypta lepida
Epicypta lepida är en tvåvingeart som beskrevs av Chandler 1981. Epicypta lepida ingår i släktet Epicypta och familjen svampmyggor.
Artens utbredningsområde är Maryland. Inga underarter finns listade i Catalogue of Life.